# Штиценбергер, Эрнст
Эрнст Штиценбе́ргер (нем. Ernst Stizenberger, 1827—1895) — немецкий лихенолог, геолог и врач, а также политический деятель и музыкант.

## Биография
Эрнст Штиценбергер родился в Констанце 14 июня (или 13 июня) 1827 года в семье врача. В 1844 году поступил во Фрайбургский университет, где посещал лекции по ботанике профессора Александра Брауна. Впоследствии также учился в Цюрихском университете, некоторое время слушал лекции в Пражском и Венском университетах. В 1850 году прошёл государственный экзамен, дающий право заниматься врачеванием. В 1851 году во Фрайбурге получил степень доктора медицины.
С 1851 года Штиценбергер работал врачом в своём родном городе Констанце. В 1852 году стал инспектором аптек Бадена. В свободное время занимался изучением криптогамической флоры и музыкой.
Штиценбергер был другом Людвига Рабенхорста, известного миколога. В 1852 году Штиценбергер женился, у него было двое детей — сын и дочь.
Скончался 27 сентября 1895 года.
В настоящее время гербарий Штиценбергера хранится в Цюрихской высшей технической школе.

## Некоторые публикации
- Stizenberger, E. Uebersicht der Versteinerungen des Grossherzogthums Baden. — Freiburg i. B., 1851. — 144 p.
- Braun, A.; Rabenhorst, L.; Stizenberger, E. Die Characeen Europa's in getrockneten Exemplaren. — Dresden, 1859—1878. — 5 vols.
- Stizenberger, E. Kritische Bemerkungen über die Lecideaceen. — Dresden, 1864. — 76 p.
- Stizenberger, E. Lecidea sabuletorum. — Dresden, 1868. — 84 p.
- Stizenberger, E. Lichnes helvetici. — St. Gallen, 1882—1883. — 2 fasc.
- Stizenberger, E. Lichenaea africana. — St. Gallen, 1890—1891. — 2 fasc.
- Stizenberger, E. Die Grübenflechten (неопр.) // Flora. — 1895. — Т. 81. — С. 88—150.

## Виды, названные в честь Э. Штиценбергера
- Bacidia stizenbergeriana Zahlbr., 1926, nom. nov.
- Biatora stizenbergeri Hepp, 1860 [= Micarea melaena (Nyl.) Hedl., 1892]
- Buellia stizenbergeri Zahlbr., 1930, nom. nov.
- Encephalographa stizenbergeri Zahlbr., 1922, nom. nov.
- Peziza stizenbergeri Rabenh. [= Hymenoscyphus epiphyllus (Pers.) Kauffman, 1929]